# Найденштайн
Найденштайн (нім. Neidenstein) — громада в Німеччині, знаходиться в землі Баден-Вюртемберг. Підпорядковується адміністративному округу Карлсруе. Входить до складу району Рейн-Неккар.
Площа — 8,48 км2. Населення становить 1750 ос. (станом на 31 грудня 2020).